# キツネノテブクロ
キツネノテブクロ（学名：Digitalis purpurea）は、オオバコ科の多年草の一種。属名のジギタリスと呼ばれることもある。

## 概要
ヨーロッパ南部原産。多年草ではあるが、開花結実後は枯死する。有毒植物で葉の粉末または葉から精製して作った注射薬を強心剤として心臓病に用いた。

## 名称
属名のDigitalisはラテン語で「指」を意味するdigitusに由来し、花冠が手袋の指に似るため。種小名のpurpureaはラテン語で「紫色の」を意味する。
英名のfoxgloveは花冠を狐の手袋に例えた名。和名はこれを訳したもの。

## 形体
茎は高さ1mほどでほとんど枝を出さず、綿毛に覆われている。葉は卵状長楕円形で下部のものは柄を持つ。葉の縁に不明瞭な大型の鈍い鋸歯を持ち、上面にはちりめん状のしわが、下面には綿毛がある。
夏に茎の上方に花穂をつけ、下から順に開花する。萼は5裂し、裂片は卵状披針形で先は細く尖る。花冠は鐘形で長さ5～7.5cm、先端は唇形、紅紫色で内面には白く縁どられた濃い紅紫色の斑点がある。花の白い品種もある。
果実は広卵形体の蒴果で下部は萼で包まれ、細かな多数の種子を持つ。

## ギャラリー

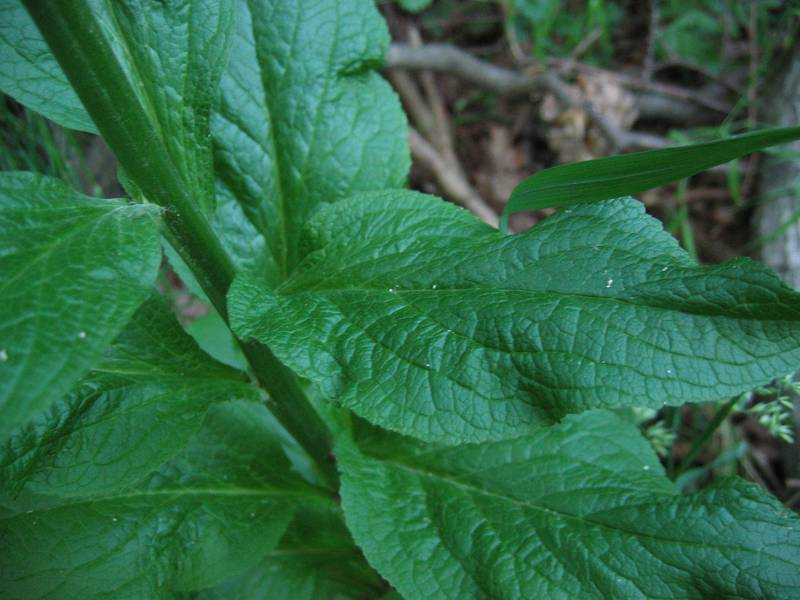
葉の表
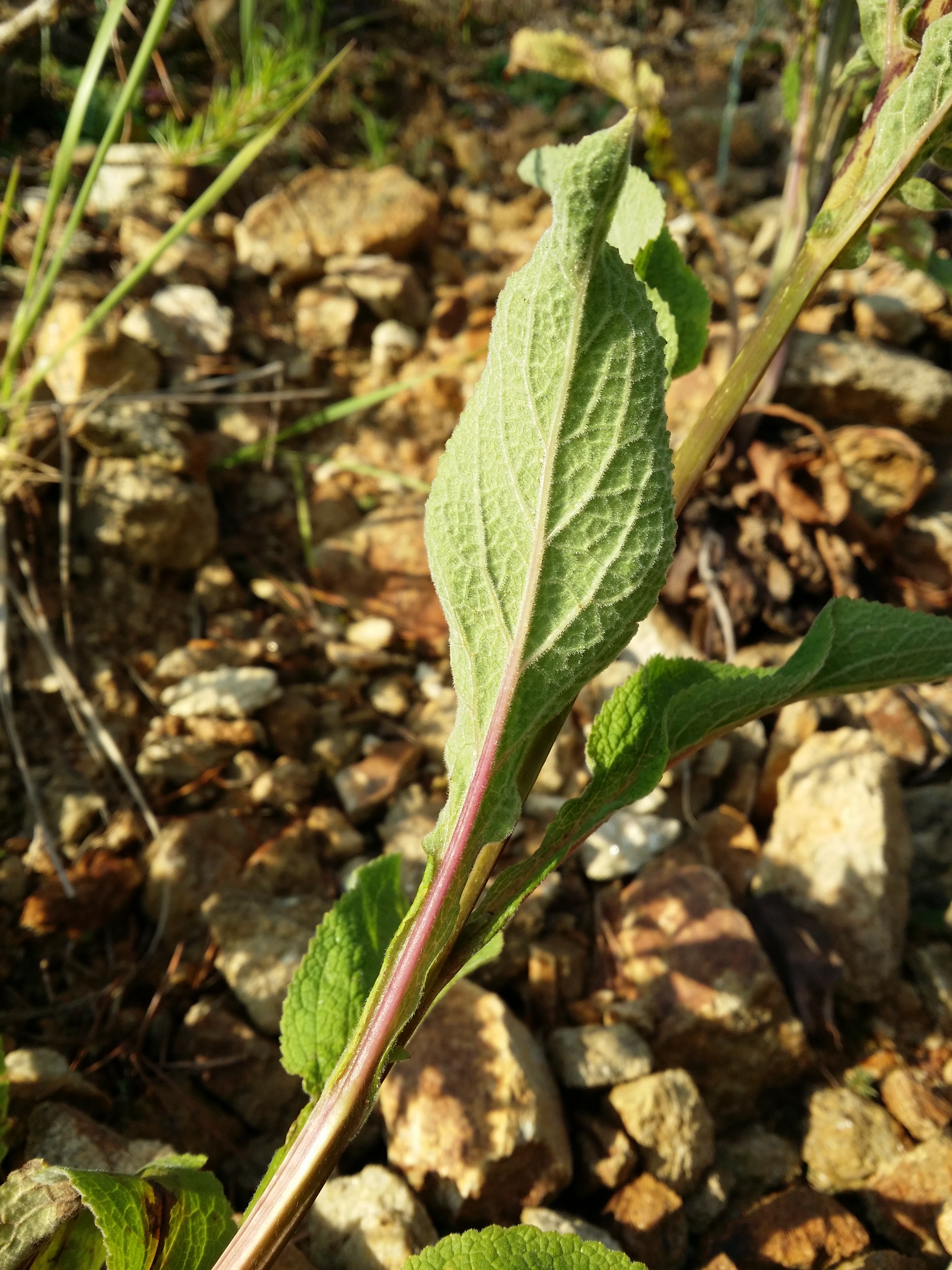
葉の裏
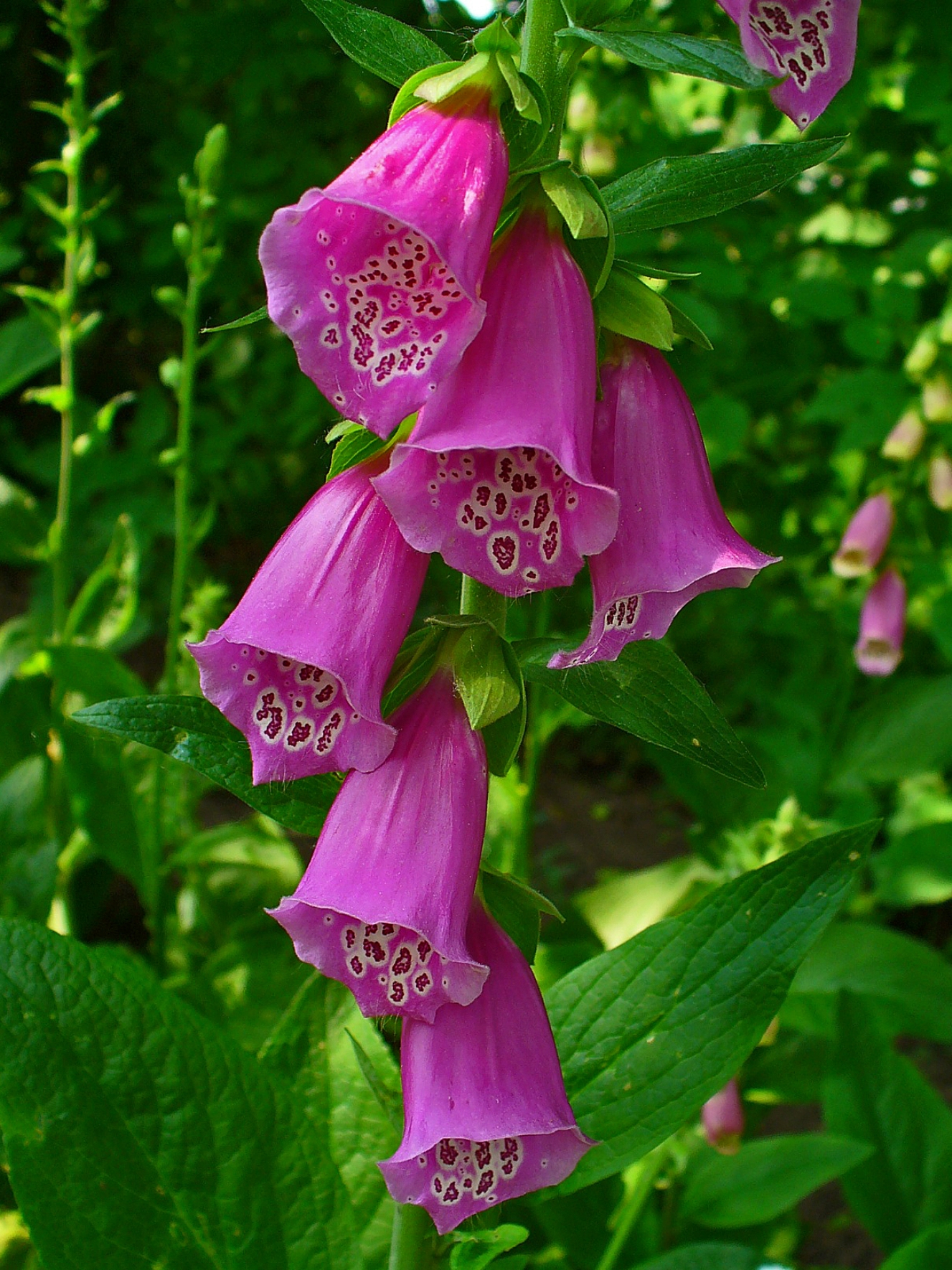
花
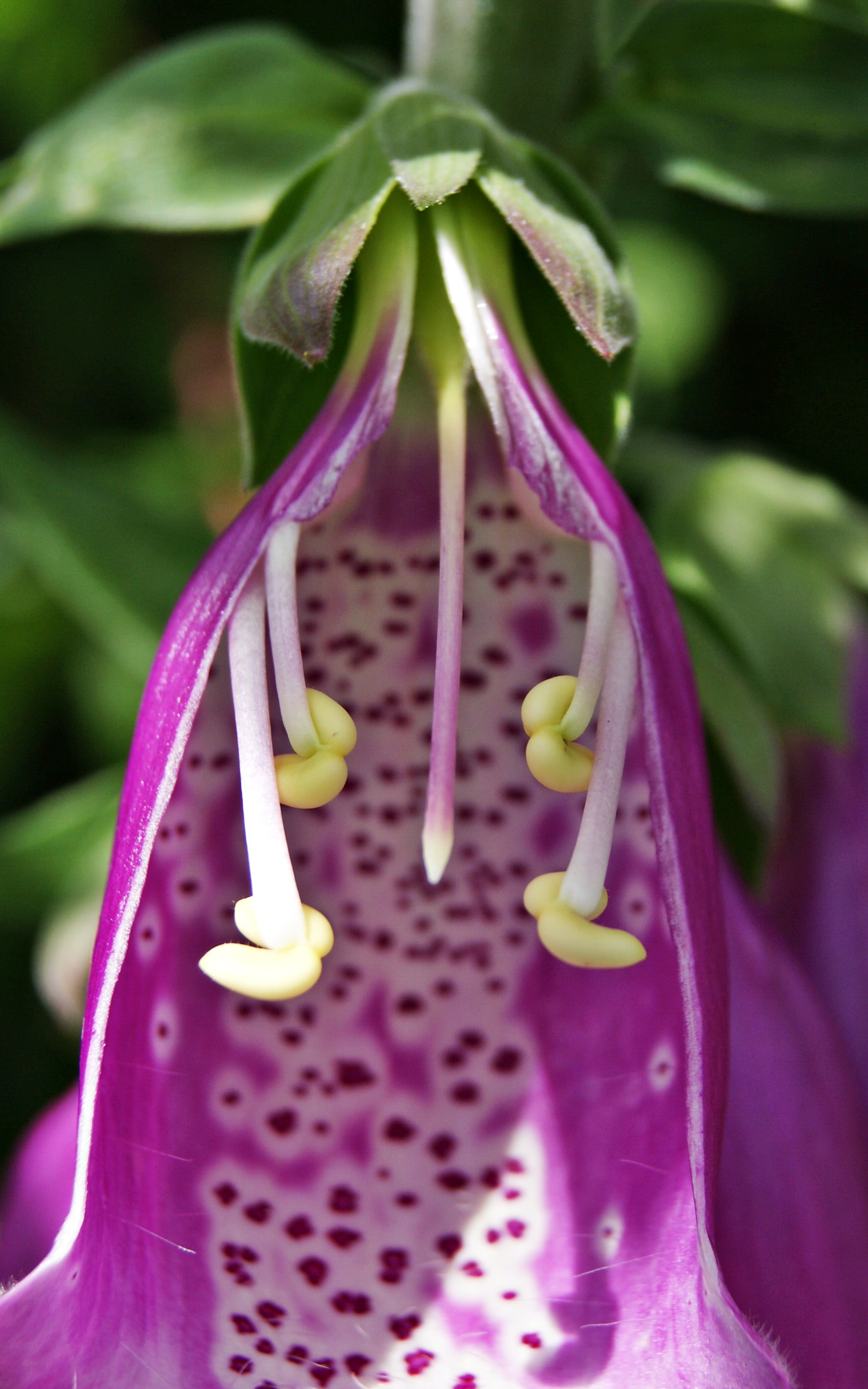
雄蕊と雌蕊
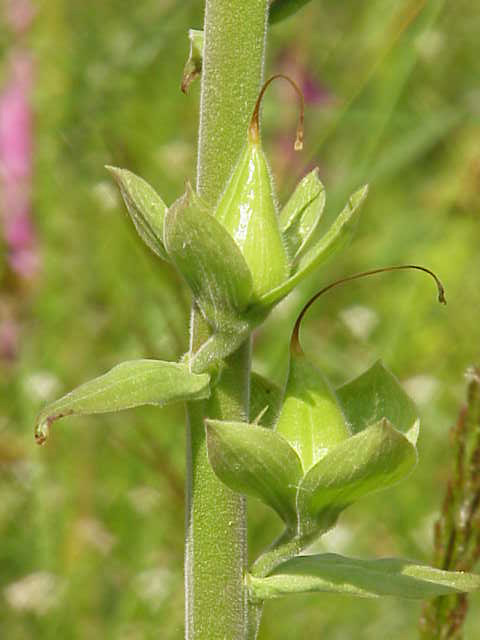
果実
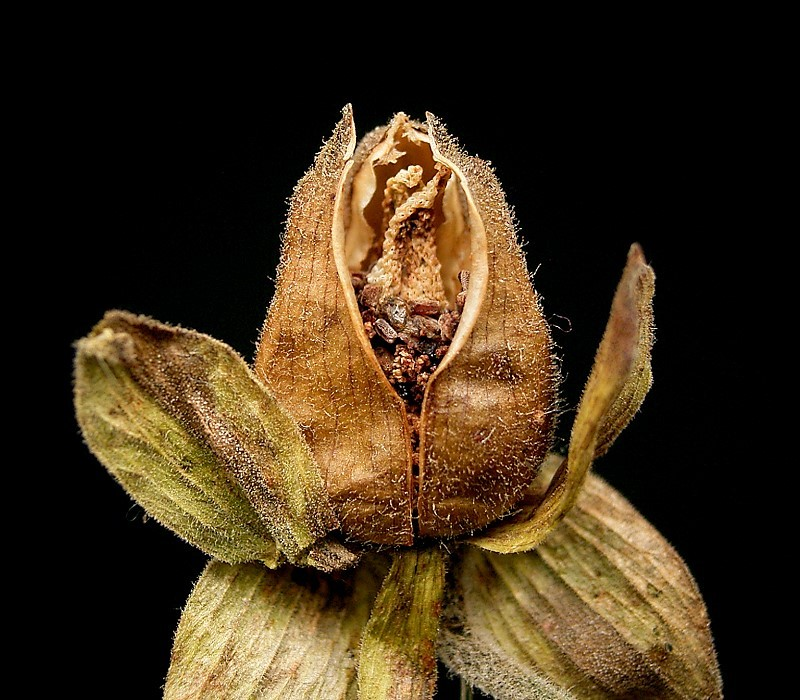
割れた果実
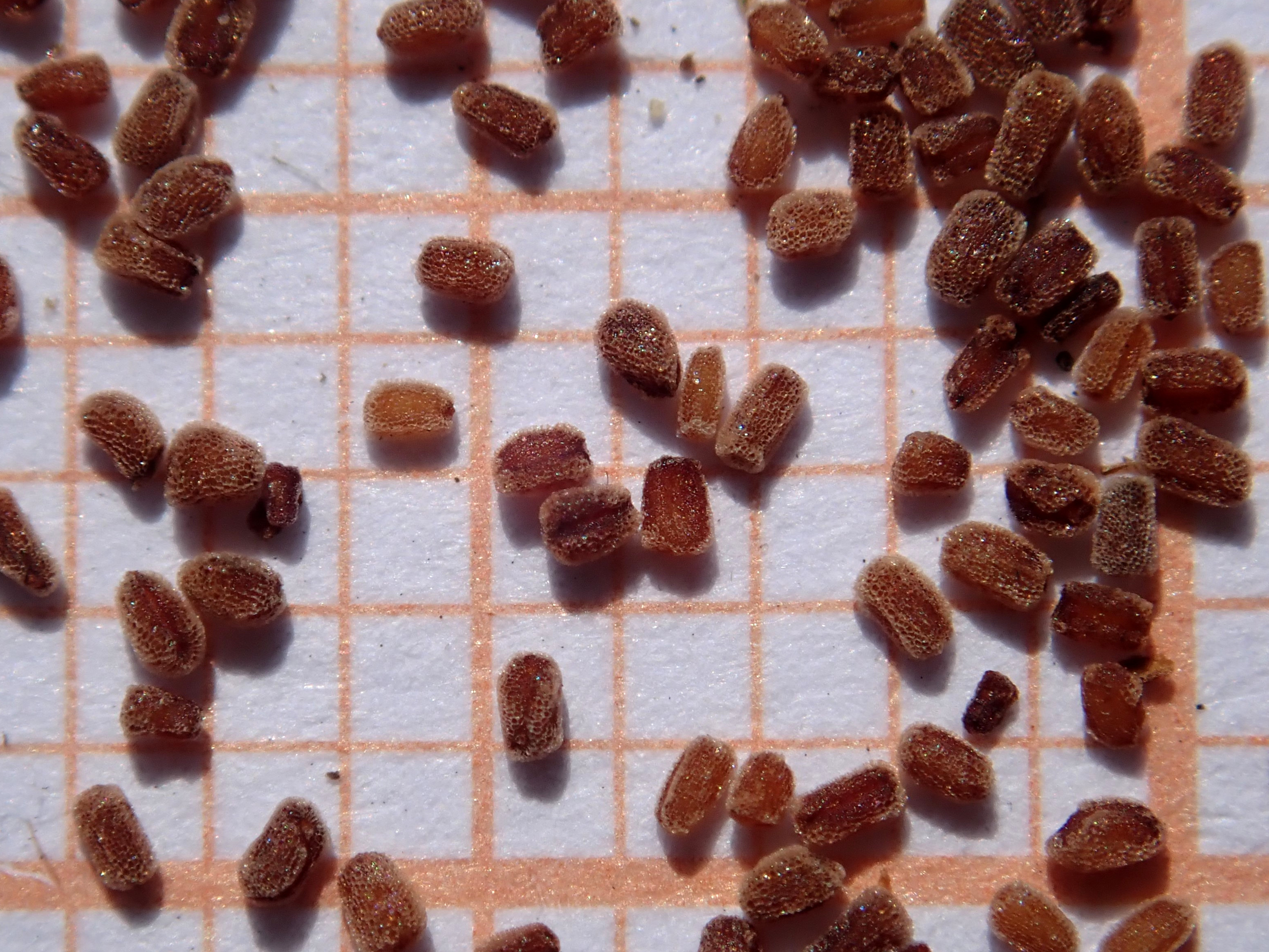
種子